# Rhea M – Es begann ohne Warnung
Rhea M – Es begann ohne Warnung (englischer Originaltitel Maximum Overdrive) ist ein US-amerikanischer Film unter der Regie des Bestsellerautors Stephen King aus dem Jahr 1986. King führte bei diesem Werk zum ersten und bisher einzigen Mal selbst Regie. Der Film basiert auf einer von Kings Kurzgeschichten mit dem Titel Trucks. 

## Handlung
Eines Tages gerät die Erde für acht Tage in den Schweif des Kometen Rhea M und alle technischen Geräte auf der Erde entwickeln plötzlich ein Bewusstsein und Eigenleben. Ohne Warnung beginnen Geldautomaten ihre Kunden zu beschimpfen, ein Getränkeautomat beschießt Menschen mit Getränkebüchsen, Ziehbrücken klappen hoch, Rasenmäher jagen Menschen, harmlose Küchengeräte verwandeln sich in Killermaschinen. 
Auch einige Trucks verfügen plötzlich über ein Eigenleben und belagern eine Gruppe von Menschen an einer abgelegenen Raststätte namens Dixie Boy in Wilmington, North Carolina. Diese beschließen zurückzuschlagen und es beginnt ein Kampf zwischen Mensch und Trucks. Die Belagerten sitzen in einer Falle zwischen den monströsen Sattelschleppern einerseits und einem gefühllosen Manager andererseits. Einer der Eingeschlossenen entwickelt die Theorie, Aliens hätten die irdischen Maschinen übernommen, um die Menschheit auszurotten und den Planeten Erde für sich zu beanspruchen. 
Ein junger Exsträfling ergreift schließlich die Initiative, um die scheinbar ausweglose Situation zu beenden. Das plötzliche Auftauchen eines Militärfahrzeugs mit aufgebautem M60-Maschinengewehr macht seine Pläne jedoch zunichte, als dieses mit Waffengewalt das Betanken der „Monstertrucks“. Den Eingeschlossenen wird plötzlich klar, dass viel mehr auf dem Spiel steht als nur ihr eigenes Überleben. In der Nacht benutzen sie die Abwasserkanäle zur Flucht, erreichen verfolgt von den Trucks einen kleinen Hafen und segeln mit einem Boot in Richtung der Insel Haven, die maschinenfrei sein soll. 
Die Trucks werden mittels Panzerfäusten vernichtet. Eine Einblendung informiert darüber, dass ein UFO in der Erdumlaufbahn durch einen mit Laser und Atomraketen bewaffneten Wettersatelliten vernichtet worden sei und die Erde den Kometenschweif nach sechs Tagen verlassen habe.

## Synchronisation
| Rolle               | Darsteller         | Synchronsprecher       |
| ------------------- | ------------------ | ---------------------- |
| Bill Robinson       | Emilio Estevez     | Nicolas Böll           |
| Hendershot          | Pat Hingle         | Heinz Theo Branding    |
| Brett               | Laura Harrington   | Susanna Bonasewicz     |
| Connie              | Yeardley Smith     | Philine Peters-Arnolds |
| Curtis              | John Short         | Mathias Einert         |
| Wanda June          | Ellen McElduff     | Liane Rudolph          |
| Duncan Keller       | J. C. Quinn        | Hans Nitschke          |
| Camp Loman          | Christopher Murney | Hermann Ebeling        |
| Deke Keller         | Holter Graham      | Timmo Niesner          |
| Handy               | Frankie Faison     | Karl Schulz            |
| Mann am Geldautomat | Stephen King       | Stefan Gossler         |

## Kritiken
Die Filmzeitschrift Cinema urteilte „Als Regisseur ist der King ein Bettelmann“.
Auch das Lexikon des internationalen Films verriss den Film: „Unlogisch aufgebauter und von Horror-Kultautor Stephen King enttäuschend platt inszenierter B-Film, der Humor mit Vulgarität und Spannung mit billigen Effekten verwechselt.“
Das Video-Magazin schrieb: „Eine langweiligere Adapation eines Stephen-King-Romans flimmerte wohl noch nicht über die Bildschirme.“
In der Science Fiction Times hieß es: „[…] und über allem liegt ein nervtötender AC/DC-Soundtrack. Die grenzenlose Langeweile des rein äußerlichen Schreckens – niemand hat sie bislang besser demonstriert als Stephen King in seinem Debüt.“

## Auszeichnungen
- Stephen King und Emilio Estevez wurden 1987 für die Goldene Himbeere nominiert.
- Stephen King wurde 1988 für den Fantasporto nominiert.

## Hintergrundinformationen
- Für die Spezialeffekte sorgten Barry Nolan, Van der Veer und Dean Gates.
- Stephen King selbst hat einen kleinen Gastauftritt. Er spielt einen Mann, der von einem Geldautomaten beleidigt wird.
- Yeardley Smith, die spätere Originalstimme der Zeichentrickfigur Lisa Simpson, spielt eine hysterische frischgetraute Braut auf einer apokalyptischen Hochzeitsreise.
- AC/DC steuerten den Soundtrack bei. Mit ihrem Album Who Made Who fanden sie zurück in die Erfolgsspur.
- Das Filmrestaurant war ein authentischer Diner in Columbus County, NC einige Meilen westlich von Wilmington an der US 74/76 und wurde schließlich Ende der 1980er Jahre abgerissen.
- Der Film hatte ein Budget von 10 Mio. US-Dollar und spielte weniger als die Hälfte der Produktionskosten wieder ein.
- 1997 wurde unter dem Titel Trucks – Out of Control ein ebenfalls nur mäßig erfolgreiches Remake gedreht.
- Die Kurzgeschichte Trucks, auf welcher der Film basiert, erschien in den Kurzgeschichtensammlungen Katzenauge (1976), Trucks (1976) und Nachtschicht (1978).